# 1957 na televisão
Nesta página encontram-se os fatos, estreias e términos sobre televisão que aconteceram durante o ano de 1957.

## Eventos

### Brasil

#### Dezembro
- 30 de dezembro — O Conselho Nacional de Telecomunicações publica decreto concedendo o canal 4 do Rio de Janeiro à TV Globo Ltda..

### Portugal

#### Março
- 7 de março — Primeira transmissão em directo e início das emissões regulares da RTP.

### União Europeia

#### Março
- 3 de março — Realização do Festival Eurovisão da Canção 1957 em Frankfurt am Main, na Alemanha Ocidental.

## Programas

### Brasil

#### Janeiro
- 12 de janeiro — Estreia Lever no Espaço na Rede Tupi.
- 17 de janeiro — Termina Pollyana na Rede Tupi.

### Estados Unidos

#### Janeiro
- 4 de janeiro — Estreia Sea Hunt (no Brasil: Aventura Submarina) no Syndication.

#### Setembro
- 14 de setembro — Estreia Have Gun – Will Travel (no Brasil: Paladino do Oeste) na CBS.
- 21 de setembro — Estreia Perry Mason na CBS.
- 22 de setembro — Estreia Maverick no ABC.

#### Outubro
- 10 de outubro — Estreia Zorro no ABC.

#### Dezembro
- 14 de dezembro — Estreia The Ruff & Reddy Show (no Brasil: Jambo & Ruivão) na NBC.

### Reino Unido

#### Fevereiro
- 19 de fevereiro — Estreia Emergency-Ward 10 na ITV.

## Nascimentos
| Data            | Nome                     | Profissão                                       | Nacionalidade  | Observações | Ref   |
| --------------- | ------------------------ | ----------------------------------------------- | -------------- | ----------- | ----- |
| 7 de fevereiro  | Dênis Derkian            | ator                                            | Brasil         |             |       |
| 18 de fevereiro | Christiane Torloni       | atriz                                           | Brasil         |             |       |
| 19 de maio      | José Luiz Datena         | jornalista e apresentador de televisão          | Brasil         |             | [ 1 ] |
| 30 de março     | Paul Reiser              | ator                                            | Estados Unidos |             |       |
| 14 de abril     | Richard Jeni             | comediante de stand-up                          | Estados Unidos | m. 2007     | [ 2 ] |
| 18 de abril     | Cissa Guimarães          | atriz                                           | Brasil         |             |       |
| 19 de abril     | Ge You                   | ator                                            | China          |             |       |
| 22 de abril     | Daniel Chatto            | ator                                            | Reino Unido    |             |       |
| 29 de abril     | Daniel Day-Lewis         | ator                                            | Reino Unido    |             |       |
| 23 de maio      | Ernani Moraes            | ator e ex-professor                             | Brasil         |             |       |
| 7 de junho      | Christina Rocha          | jornalista, modelo e apresentadora de televisão | Brasil         |             |       |
| 23 de junho     | Frances McDormand        | atriz                                           | Estados Unidos |             |       |
| 6 de julho      | Lauro Corona             | ator                                            | Brasil         | m. 1989     | [ 3 ] |
| 8 de julho      | Françoise Forton         | atriz                                           | Brasil         | m. 2022     | [ 4 ] |
| 13 de julho     | Lília Cabral             | atriz                                           | Brasil         |             |       |
| 17 de julho     | Mafalda Drummond         | atriz                                           | Portugal       |             |       |
| 26 de julho     | Rosana Hermann           | escritora, roteirista e apresentadora           | Brasil         |             |       |
| 2 de agosto     | João Kléber              | apresentador e humorista                        | Brasil         |             |       |
| 8 de outubro    | Guilherme Karan          | ator                                            | Brasil         | m. 2016     | [ 5 ] |
| 8 de outubro    | Cristina Mullins         | atriz                                           | Brasil         |             |       |
| 18 de outubro   | Rosane Gofman            | atriz                                           | Brasil         |             |       |
| 28 de outubro   | Diogo Vilela             | ator                                            | Brasil         |             |       |
| 29 de outubro   | Dan Castellaneta         | ator e dublador                                 | Estados Unidos |             |       |
| 21 de novembro  | Ana Lilian de la Macorra | atriz                                           | México         |             |       |
| 9 de dezembro   | Donny Osmond             | apresentador de televisão, cantor e ator        | Estados Unidos |             |       |

## Mortes
| Data        | Nome         | Profissão         | Nacionalidade  | Observações | Ref   |
| ----------- | ------------ | ----------------- | -------------- | ----------- | ----- |
| 7 de agosto | Oliver Hardy | ator e comediante | Estados Unidos | n. 1892     | [ 6 ] |